# اوهنیشوو
اوهنیشوو (به چکی: Ohnišov) یک منطقهٔ مسکونی در جمهوری چک است که در ناحیه ریخنوف ناد کنیژنوو واقع شده‌است.